# Liste du patrimoine immobilier classé de Braine-le-Château
Cette page regroupe l'ensemble du patrimoine immobilier classé de la commune belge de Braine-le-Château.
| Objet | Année de construction / Architecte | Adresse                     | Section communale | Coordonnées                      | Numéro d’inventaire | Illustration |
| --- | ---------------------------------- | --------------------------- | ----------------- | -------------------------------- | ------------------- | --- |
| Maison dite du Bailli (à l'exclusion des annexes) : corps principal (façades et toitures), corps occupé par la tour                                                                     |                                    | Grand-Place, n°20           | Braine-le-Château | 50° 40′ 56″ nord, 4° 15′ 58″ est | 25015-CLT-0002-01   | Maison dite du Bailli (à l'exclusion des annexes) : corps principal (façades et toitures), corps occupé par la tour                                                                     |
| Château des Comtes de Hornes |                                    |                             | Braine-le-Château | 50° 41′ 00″ nord, 4° 16′ 00″ est | 25015-CLT-0004-01   | Château des Comtes de Hornes |
| Les abords du château des Comtes de Hornes (classé comme monument par arrêté du Régent du 17 mars 1949), y compris le mur de la rue des Comtes de Robiano ainsi que le mur du cimetière |                                    |                             | Braine-le-Château | 50° 41′ 00″ nord, 4° 15′ 55″ est | 25015-CLT-0005-01   | Les abords du château des Comtes de Hornes (classé comme monument par arrêté du Régent du 17 mars 1949), y compris le mur de la rue des Comtes de Robiano ainsi que le mur du cimetière |
| Pilori | 1521                               | Grand Place                 | Braine-le-Château | 50° 40′ 55″ nord, 4° 16′ 00″ est | 25015-CLT-0006-01   | Pilori |
| Moulin banal avec sa roue, enclavé dans le parc du château des Comtes de Hornes |                                    | Rue des Comtes de Robiano 4 | Braine-le-Château | 50° 41′ 02″ nord, 4° 15′ 53″ est | 25015-CLT-0007-01   | Moulin banal avec sa roue, enclavé dans le parc du château des Comtes de Hornes |
| Chapelle Notre-Dame au Bois (M) et alentours (S) | 1740                               |                             | Braine-le-Château | 50° 40′ 24″ nord, 4° 15′ 52″ est | 25015-CLT-0009-01   | Chapelle Notre-Dame au Bois (M) et alentours (S) |
| Portique de l'entrée du cimetière et le mur d'enceinte mitoyen du cimetière et de la propriété du Comte Cornet de Ways Ruart                                                            |                                    |                             | Braine-le-Château | 50° 40′ 57″ nord, 4° 16′ 00″ est | 25015-CLT-0010-01   | Image manquanteTéléverser |
| Chapelle Sainte-Croix (M) et ses abords (S) |                                    |                             | Braine-le-Château | 50° 41′ 16″ nord, 4° 15′ 46″ est | 25015-CLT-0011-01   | Image manquanteTéléverser |
| Ferme Rose ou de Binchefort (façades et toitures) (M) et ses abords (S) |                                    |                             | Braine-le-Château | 50° 40′ 55″ nord, 4° 15′ 30″ est | 25015-CLT-0012-01   | Ferme Rose ou de Binchefort (façades et toitures) (M) et ses abords (S) |
| Site médiéval au sud-ouest du lieu-dit Les Monts |                                    |                             | Braine-le-Château | 50° 41′ 10″ nord, 4° 15′ 33″ est | 25015-CLT-0013-01   | Image manquanteTéléverser |
| Cure (façades et toitures) (M), église, cimetière et place communale (S). |                                    |                             | Wauthier-Braine   | 50° 40′ 50″ nord, 4° 17′ 57″ est | 25015-CLT-0014-01   | Image manquanteTéléverser |
| Bois de Haumont, à l'exclusion de deux clairières situées l'une autour de l'habitation érigée sur la parcelle 75 b et l'autre sur les parcelles 4 r 5 et 4 s 5                          |                                    |                             | Braine-le-Château | 50° 40′ 45″ nord, 4° 18′ 51″ est | 25015-CLT-0015-01   | Bois de Haumont, à l'exclusion de deux clairières situées l'une autour de l'habitation érigée sur la parcelle 75 b et l'autre sur les parcelles 4 r 5 et 4 s 5                          |
| Gisant en albâtre de Maximilien de Hornes au sein de l'église paroissiale Saint-Rémy (M) et établissement d'une zone de protection sur l'église Saint-Rémy (ZP).                        |                                    |                             | Braine-le-Château | 50° 40′ 57″ nord, 4° 16′ 01″ est | 25015-CLT-0016-01   | Image manquanteTéléverser |
| Pilori | 1521                               | Grand Place                 | Braine-le-Château | 50° 40′ 55″ nord, 4° 16′ 00″ est | 25015-PEX-0001-01   | Pilori |